# Stan Rogers
Stanley Allison « Stan Rogers » (29 novembre 1949 - 2 juin 1983) est un auteur-compositeur-interprète canadien de musique folk.
Rogers était connu pour sa riche voix de baryton et ses chansons finement travaillées, il s'inspirait souvent de l'histoire du Canada et de la vie quotidienne des ouvriers pour écrire ses chansons. Rogers est mort dans l'incendie du vol Air Canada 797  à l'aéroport de Cincinnati à l'âge de 33 ans. Son influence sur la musique folklorique canadienne a été durable.

## Biographie

### Enfance
Rogers est né à Hamilton (Ontario), il était le fils aîné de Nathan Allison et Valerie Rogers (née Bushell), deux mariniers qui avaient déménagé en Ontario à la recherche de travail après leur mariage en juillet 1948. Bien que Rogers ait été élevé à Woodburn (Ontario) , il passait souvent ses vacances d'été avec sa famille dans le Comté de Guysborough (Nouvelle-Écosse). Il s'est intéressé à la musique dès son enfance, commençant à chanter peu de temps après l'entrée à l'école. Il reçut sa première guitare, construite par son oncle Lee Bushell, quand il avait cinq ans.